# Giovanni Baronzio
Giovanni Baronzio (* 14. Jahrhundert in Rimini; † vor 1362 ebenda) war ein italienischer Maler der Rimineser Schule.

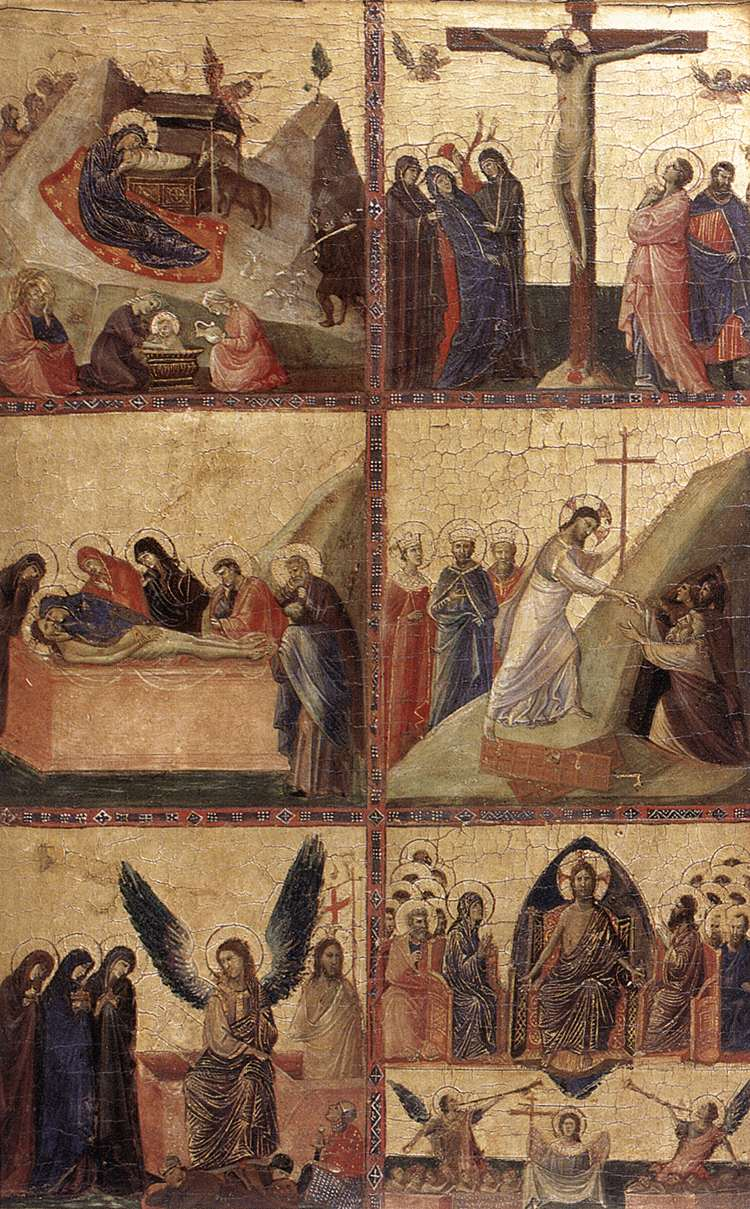
Giovanni Baronzio, Geschichten aus dem Leben von Christus um 1305, Galleria Nazionale d’Arte Antica, Rom

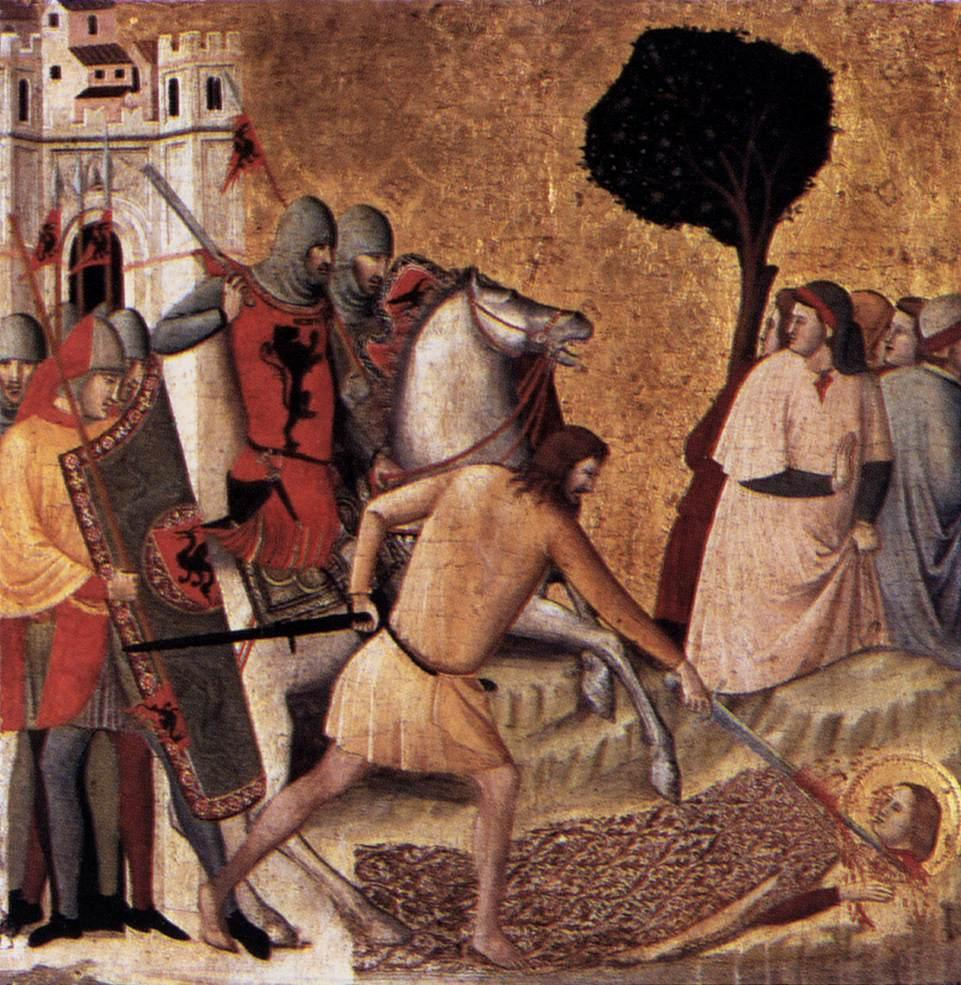
Giovanni Baronzio, Enthauptung des Heiligen Columba, Pinacoteca di Brera, Mailand

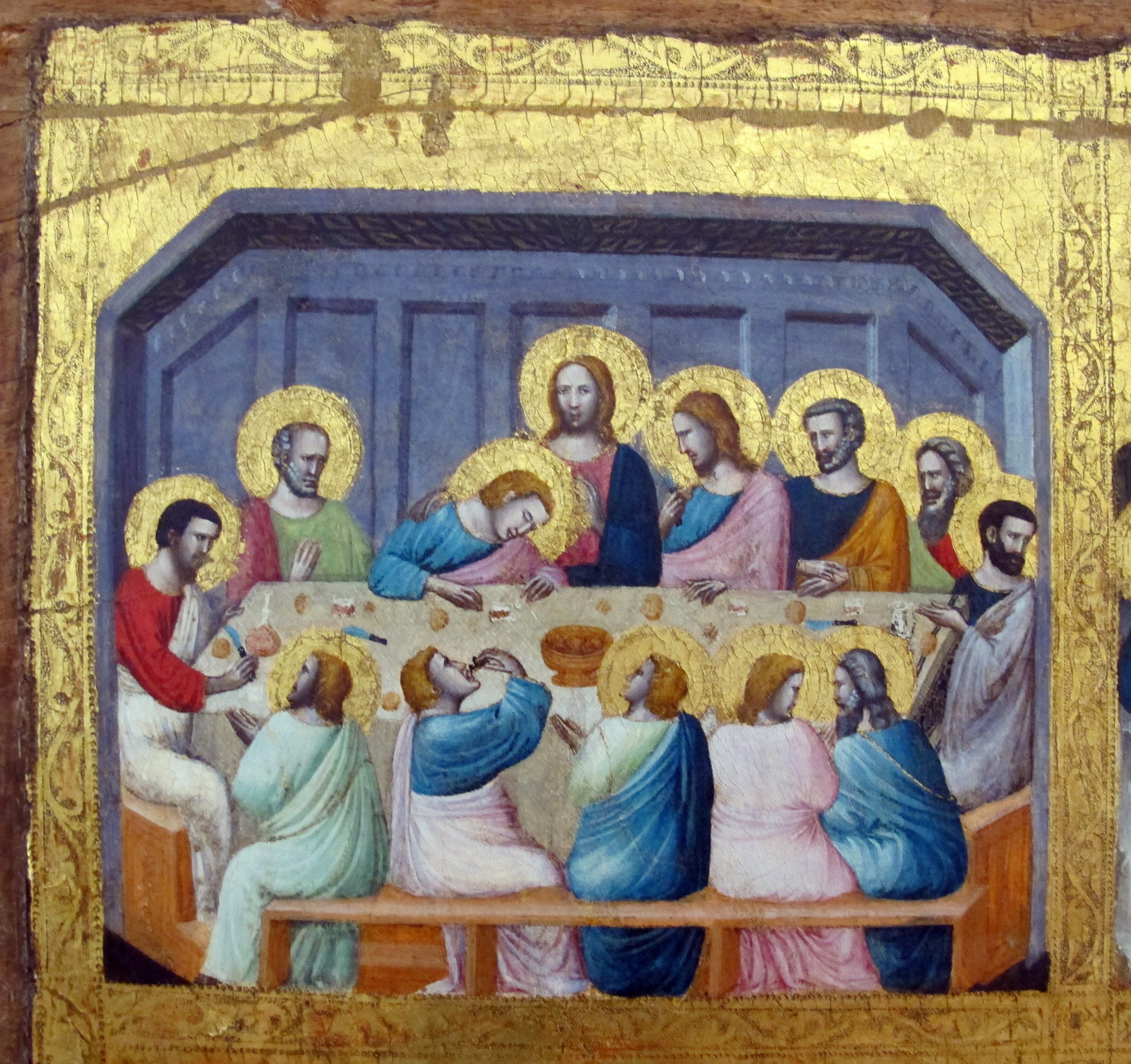
Giovanni Baronzio, Szenen aus der Passion Christi, um 1330–1340, Rom

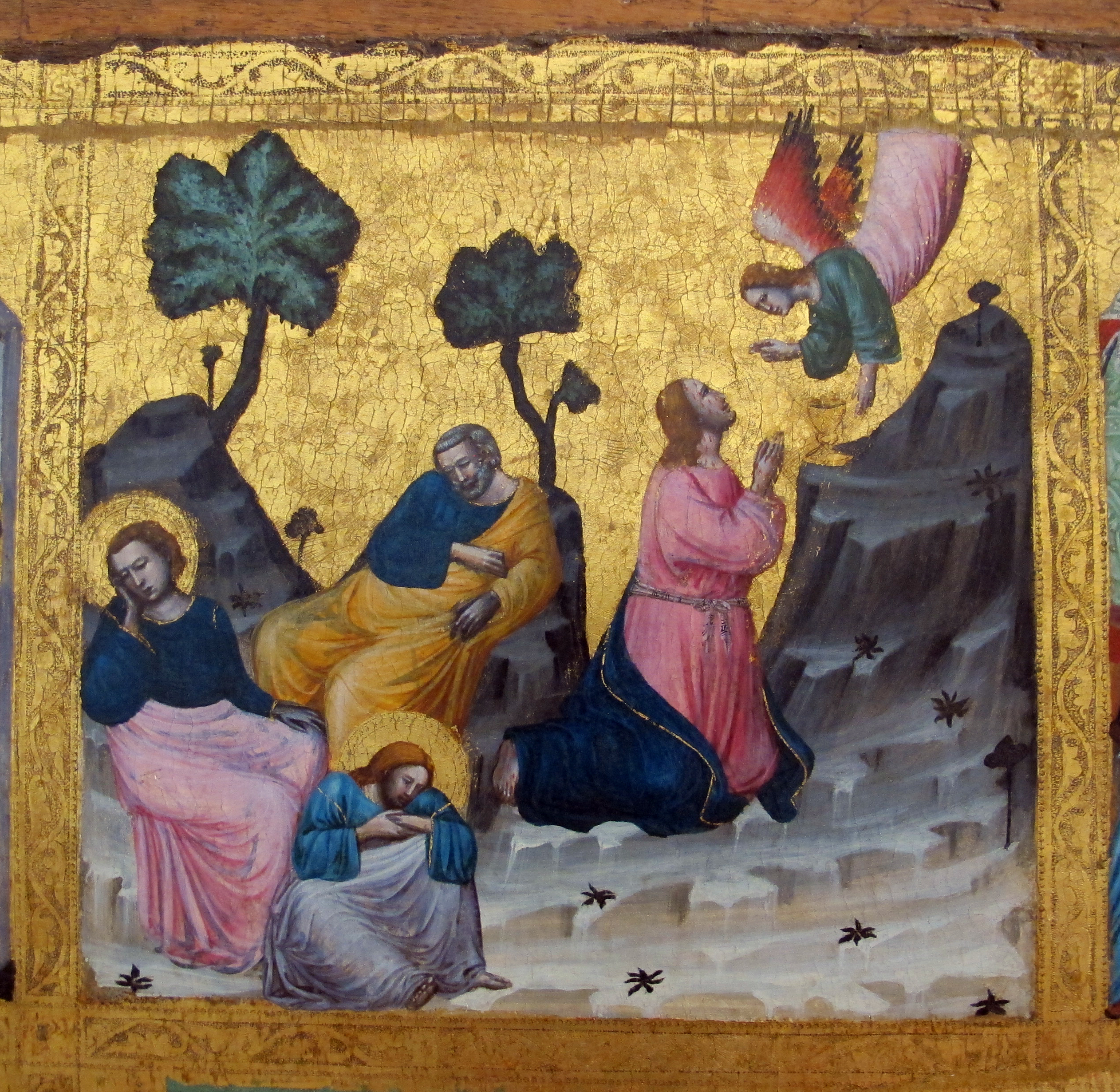
Giovanni Baronzio, Szenen aus der Passion Christi, um 1330–1340, Rom

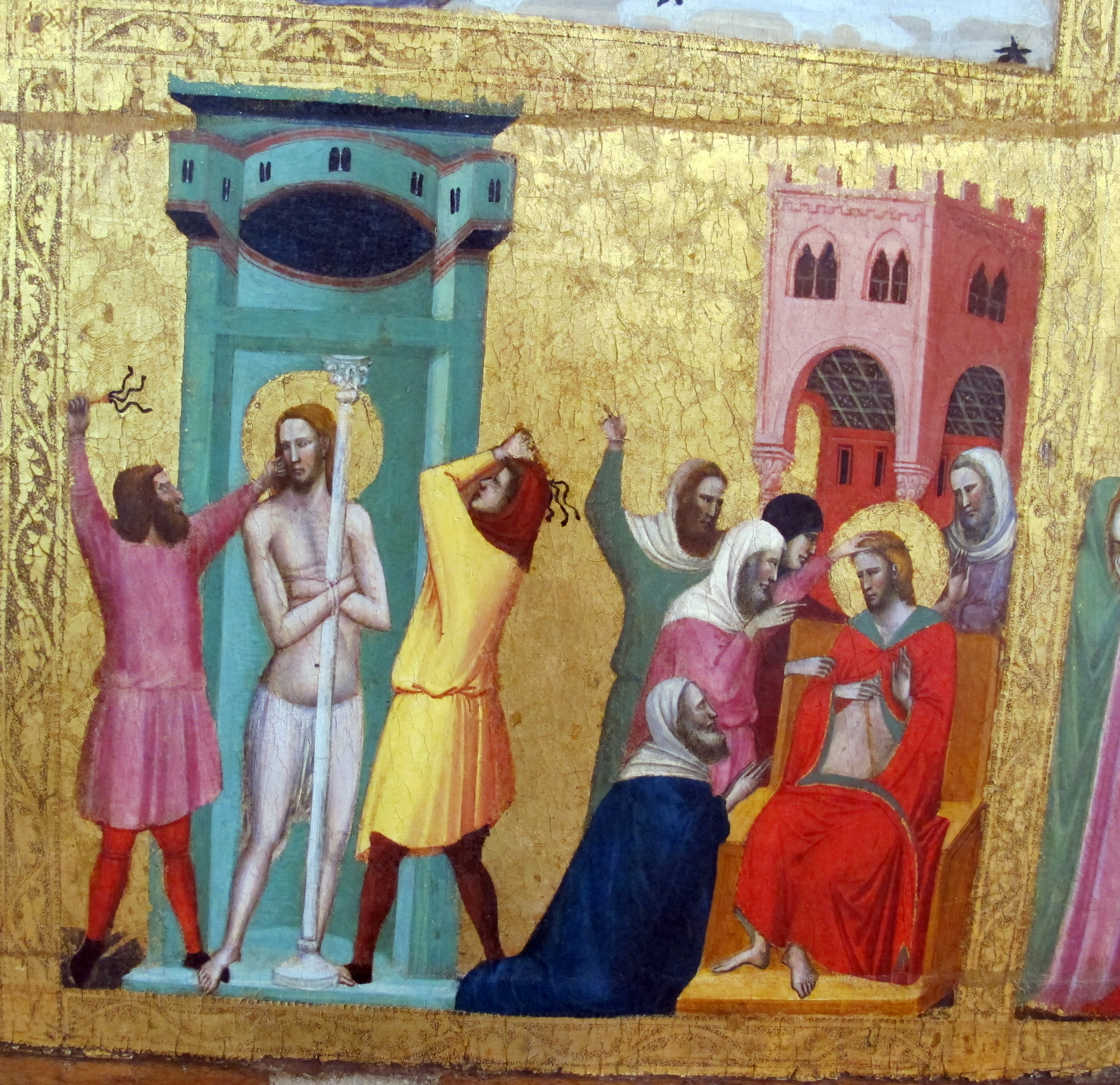
Giovanni Baronzio, Szenen aus der Passion Christi, um 1330–1340, Rom

## Leben
Die einzigen Informationen über Giovanni stammen aus seinen Werken, von denen eines signiert und sicher von seiner eigenen Hand ist, nämlich ein Polyptychon mit der Madonna mit Kind und zwei Engeln mit dem heiligen Franziskus und dem heiligen Ludwig von Toulouse, aber die wichtigsten sind vielleicht die Geschichten aus dem Leben Christi, die das Hauptbild flankieren. Dieses Werk ist mit dem Namen Iohannes Barontius de Arimino signiert und mit 1340 datiert. Dieses Polyptychon, das sich heute in Urbino in der Galleria Nazionale delle Marche befindet, stammt aus einem zerstörten Franziskanerkloster in Macerata Feltria. Das Werk zeigt die Hand eines raffinierten Malers, der seinem Kollegen Pietro da Rimini nahe steht. Die vergoldeten Hintergründe mögen auf eine Technik hindeuten, die bestimmten vorgiottischen Malern wie Duccio di Buoninsegna noch sehr nahe steht, doch die Darstellung der Figuren und der Szenerie ist das Erbe des reifen Giottismus, zumal sie sich einer Sorgfalt der Charaktere und Details hingibt, die weder Duccio noch Cimabue, d. h. die berühmtesten vorgiottischen Maler, in ihren Werken zu vermitteln vermochten.
Im Übrigen sind alle ihm zugeschriebenen Werke unsicherer Natur und werden je nach historischer Epoche entweder ihm oder anderen Malern der Rimineser Schule zugeschrieben. Die meisten dieser Werke werden sowohl von Pietro da Rimini als auch von Giuliano da Rimini bestritten. Wichtige Historiker wie Roberto Longhi und Federico Zeri haben ihm kürzlich die schönen Fresken im Refektorium der Abtei Pomposa zugeschrieben. Einige sehen stattdessen seine Hand im Mittelband der Fresken in der Basilika San Nicola da Tolentino. Beide Werke wurden bisher jedoch zwei anonymen Meistern zugeschrieben, die sicherlich aus der Gegend von Rimini stammen und nach den Orten, an denen die Fresken angebracht sind, als Meister der Abtei Pomposa und Meister von Tolentino bezeichnet werden. In jüngerer Zeit werden beide Gemäldezyklen stattdessen Pietro da Rimini und seiner Werkstatt zugeschrieben, auch wenn in der Ungewissheit die Hand der beiden anonymen Meister immer noch die am meisten anerkannte Hypothese ist.
Zu seinem Todesjahr gibt es eine Inschrift von Giovannis Söhnen, die lautet: “Ioh[ann]is Barontii, et Deutacomandi Barontii, et Comandi filii quondam Magistri Iohannis Barontii pictoris de cont. S. Agnetis”: Das Grab, das heute nicht mehr zu sehen ist, befand sich in der Kirche San Francesco di Rimini, die später im 15. Jahrhundert von Leon Battista Alberti in den Malatesta-Tempel umgewandelt wurde, aber es wird in den Kirchenbüchern noch im Jahr 1362 erwähnt, dem Jahr, in dem Baronzio sicherlich schon gestorben war.

## Andere Zuschreibungen
Die folgenden Werke werden ihm zugeschrieben, sind aber noch unsicher:
- Das Polyptychon mit der Madonna und den Heiligen aus der Kirche San Francesco in Mercatello sul Metauro.
- Die Geschichten von Christus aus der Nationalgalerie für antike Kunst in Rom.
- Die Kreuzigung der Pinacoteca Vaticana.
- Die sieben Geschichten von Christus und vier Heiligen aus dem Metropolitan Museum in New York City.
- Die Kreuzigung und die Passionsgeschichten der Pinacoteca di Bologna.
- Die Geschichten des Heiligen Kolumbus aus der Pinacoteca di Brera in Mailand.
- Das Fresko Madonna mit Kind und den Heiligen Leo, Thomas von Aquin, Iacopo Maggiore und Dominikus in der Kirche San Domenico in Fano
- Das Fresko Madonna mit Kind in der Kirche Santa Maria del Piano in Sassoferrato
- Die Kreuzigung in der Kirche San Francesco di Sassoferrato
- Die Madonna mit Kind und zwei Engeln im Liechtenstein Museum in Wien.